# Benelux
Benelux er en europæisk region bestående af landene Belgien, Nederlandene, og Luxembourg. Navnet er en sammensætning af første stavelse af hvert af landenes navn. Det bruges nu i bred forstand om de tre lande, men blev skabt i forbindelse med oprettelsen af den økonomiske union Benelux (Benelux Economische Unie/Union Économique Benelux). 

## Toldunion
Toldunionen blev aftalt i 1944 og trådte i kraft 1948 med det formål at fremme den frie bevægelighed af arbejdskraft, kapital, tjenesteydelser og varer de tre lande imellem. Stiftelsen bidrog til udviklingen frem mod Den Europæiske Union (EU).

## Kriminalitetsbekæmpelse
I 2004 blev det desuden aftalt, at medlemslandenes politistyrker gerne må overskride hinandens landegrænser i kampen mod den internationale kriminalitet. Aftalen går et skridt videre end Schengen-samarbejdet.